# 霍士廉
霍士廉（1909年4月—1996年11月17日），曾名霍德甫，男，山西忻县（今属忻州市）人，中华人民共和国政治人物。中共第十一届、十二届中央委员会委员。曾先后担任陕西、宁夏、山西，三个省级行政区的党委书记；1979年至1980年间，还曾短暂担任过中华人民共和国农业部部长；1985年后，任中共中央顾问委员会专职委员。

## 生平

### 早年经历
霍士廉出生在山西省忻县（今属忻州市）北堡村的一个普通农民家庭。1930年，在忻县中学读书时，参与组织了青年革命团。此后，一直在忻县、太原、北京、西安等地组织青年学生、农民开展“抗日反蒋”运动；后被政府通缉，被迫逃离家乡。之后考入北京宏达学院。1933年9月，他受宏达学院地下党组织派遣，返回山西从事地下工作。1935年遭人举报，西安地下党被破坏，他率领同事进入陕北苏区。1936年进入延安，同年1月成为中国共产党党员。1937年2月，担任陕北富县抗日救国会会长、中共富县县委书记。1937年11月，担任中共陕甘宁边区委员会秘书长。
1938年，霍士廉被派往山东，在郭洪涛的率领下来到泰安，参加开辟建立抗日根据地工作，以鲁北平原为中心的清河区担任特委书记。他到任后不久，根据中央和省委的决定，将共产党组织领导的“山东人民抗日救国第五军”，改编为“八路军山东游击第三支队”，马耀南任司令员，霍士廉任政治委员，杨国夫任副司令员。马耀南、杨国夫率三支队一部在胶济铁路以北开展平原抗日游击战争。在一次战斗中，马耀南牺牲，杨国夫接任三支队司令员。霍士廉率三支队一部在胶济铁路以南山区开展抗日游击战争，并护卫南北交通要道。10月，省委决定将清河特委所辖胶济铁路以南各县划出，另行成立淄博特委。此后，杨国夫、霍士廉根据徐向前、朱瑞的指示，率三支队集中于胶济铁路以北开展平原游击战争。清河特委建立以后，霍士廉还抓紧恢复和建立、充实或改组各县党的领导机构，加强地方工作。到1939年7月以前，全区党员已增加到900余名。开办了各种训练班，建立、发展了县、区地方武装，普遍组建了抗日自卫团。建立了各级抗日民主政权，逐步形成了清河抗日根据地。
1939年10月，霍土廉离开清河区，调任第一区党委委员、政府工作部部长、统战部长。1940年4月，第一区党委撤销，成立鲁南区党委。第一区党委所辖的一、二、五地委直属山东分局领导，霍士廉到山东分局分管一、二、五地委工作。1940年7月26日，山东省国大代表复选大会、山东省工农青妇文化各界成立大会、山东省各界救国联合会成立大会的联合大会在青驼寺召开。选举产生了国大代表、省参议员；成立了山东省临时参议会、山东省战时工作推行委员会、山东省民众总动员委员会、山东省各界救国联合总会。并选举霍士廉为总动委会副主任、各救总会会长。
1940年10月，山东分局决定成立鲁中区党委，霍士廉任书记。鲁中区党委辖一(泰山)、二(沂蒙)、五(滨海)三个地委。不久，又成立了鲁中军区，他兼任军区政委。随后三年，日军采取围困措施，斗争形势空前严峻。1941年11月，日军对沂蒙山区进行大扫荡，并分11路围攻。他作为鲁中区党委书记，坚持沂蒙山区反扫荡，继续在山区中迂回。1942年，他率领当地党政部门开始全区减租减息工作，巩固鲁中根据地力量。1944年1月，调任新成立的沂山地委书记兼军分区政委。因为他长期致力沂蒙地区，使得共产党在当地备受爱戴，并为第二次国共内战期间的孟良崮战役等奠定了当地群众基础。
1948年，霍士廉调任中共中央华东局秘书处处长，为中共接管浙江做筹备工作。

### 共和国成立后
1949年至1952年，霍士廉出任浙江省民政厅厅长，浙江省人民政府秘书长，中共浙江省委常委、省委秘书长。1953年4月至1958年4月，兼任浙江大学校长。1952年12月至1955年1月，任浙江省人民政府副主席；1955年1月至1965年11月，任浙江省人民委员会副省长；1954年8月至1955年8月，任中共浙江省委副书记；1955年8月至1965年11月，任中共浙江省委书记处书记；曾兼任浙江省计划委员会主任、浙江省计划经济委员会代主任。1961年2月至1966年6月，兼任中共中央华东局委员。
1965年10月至1967年1月，任中共陕西省委第一书记兼陕西省军区第一政治委员，以接替因陕西改革受阻、劳累成疾而返回北京的胡耀邦。1965年12月至1966年10月，任中共中央西北局书记处书记。1966年6月，中共陕西省委开始成为文革批斗的对象。1967年1月，在上海一月风暴的鼓舞下，西安造反派夺取中共中央西北局、中共陕西省委的权力；霍士廉被迫受到批斗，不过在周恩来的暗中授意下，他被接到北京，免于文革造反派的正面攻击。1970年至1973年，出任陕西省革委会生产组副组长。1973年5月至1977年1月，任中共陕西省委书记（当时设有第一书记）、陕西省革委会副主任。
1977年1月至1979年2月，任中共宁夏回族自治区委第一书记、宁夏回族自治区革委会主任；曾兼任宁夏军区第一政治委员。在主政宁夏期间，狠抓拨乱反正，并大胆起用杨静仁、胡启立等当时尚未从文革罪名中“解放”出来的干部，使得宁夏局面迅速好转。1978年，他也是积极支持真理标准讨论的一派。十一届三中全会后，他被调往北京，1979年2月至1980年10月，出任中华人民共和国农业部部长。
1980年，中共中央决定调霍士廉入住山西。当时霍士廉妻子已身患癌症，家人已经无法承担更多的迁徙，邓小平亲自说服霍士廉，并交代落实农业生产责任制，并解决山西极左的思潮与派系干扰。1980年10月至1983年3月，霍士廉出任中共山西省委第一书记；1981年2月，兼山西省军区第一政委。任内迅速平反谢振华冤案、解放基层干部；并在经济上推广联产承包制，使得山西经济彻底抛弃此前的学大寨思路。1985年9月召开的中国共产党全国代表会议后上，霍士廉改任中央顾问委员会委员；并于1987年中共十三大上连任。
1996年11月17日，霍士廉因病逝世，享年87岁。